# Гум-Дениз (нефтегазовое месторождение)
Гум-Дениз (азерб. Qum dəniz) — нефтегазовое месторождение в Азербайджане. Расположено в акватории Каспийского моря в 21 км к юго-востоку от Баку. Открыто в 1955 году.
Нефтегазоносность связана с отложениям мелового возраста. Начальные запасы нефти оценивается 40 млн тонн, а газа 20 млрд м³.
За весь период эксплуатации месторождения добыто 28,897 млн тонн нефти и 26,995 млрд м³ газа.
На блоке месторождений Бахар — Гум-Дениз на январь 2022 года насчитывается 12 действующих скважин природного газа, 30 действующих скважин нефти.